# Доброва (Доброва-Полхов Градець)
Доброва (словен. Dobrova) — поселення в общині Доброва-Полхов Градець, Осреднєсловенський регіон, Словенія. 
Висота над рівнем моря: 310,3 м.
Назва означає «білий»; село назване за назвою Білого струмка, який протікає через селище.